# 大橋ジャンクション

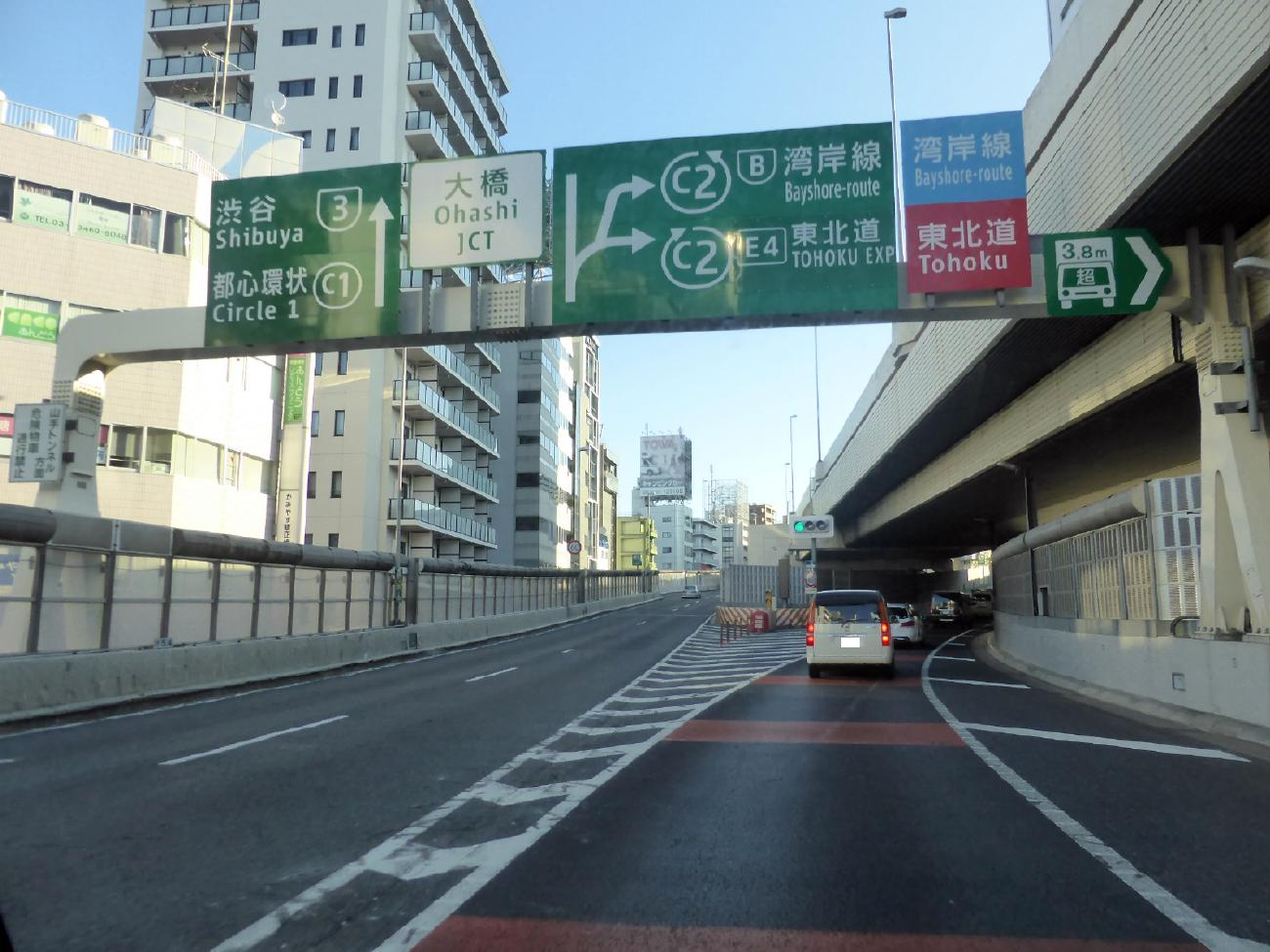
3号線上り方向からC2経由で湾岸線or東北道へ路線変更できる大橋JCT

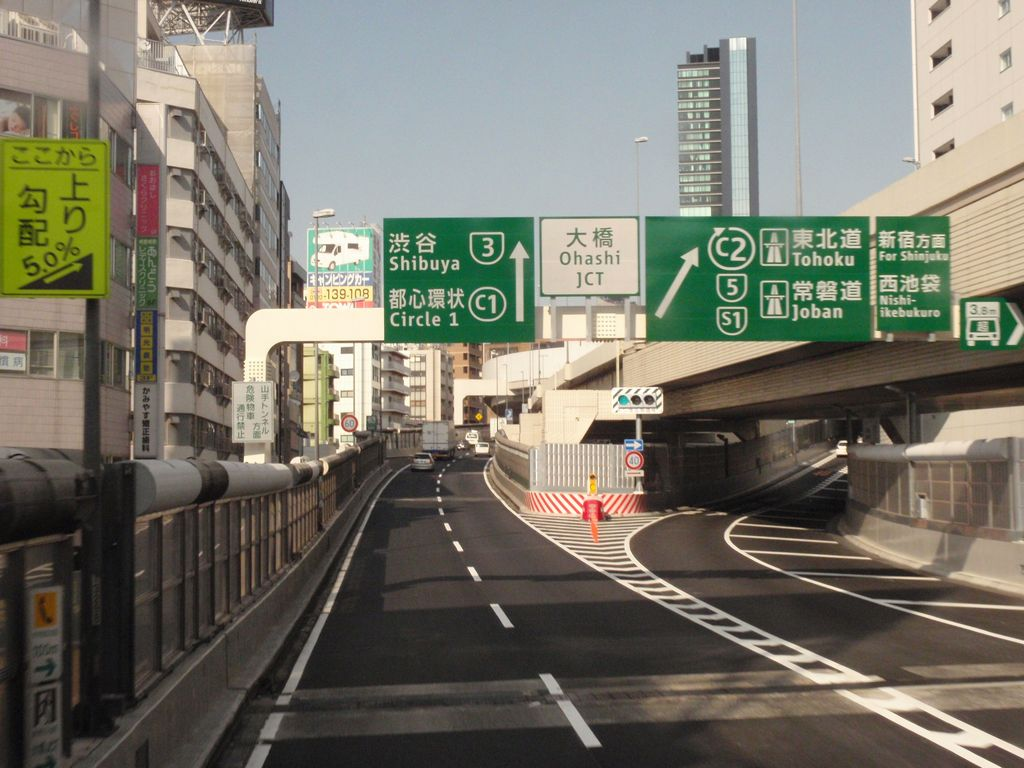
3号線上り方向から見た大橋JCT（大井JCT延伸前）。旧表示板は単色で分かりづらかった。

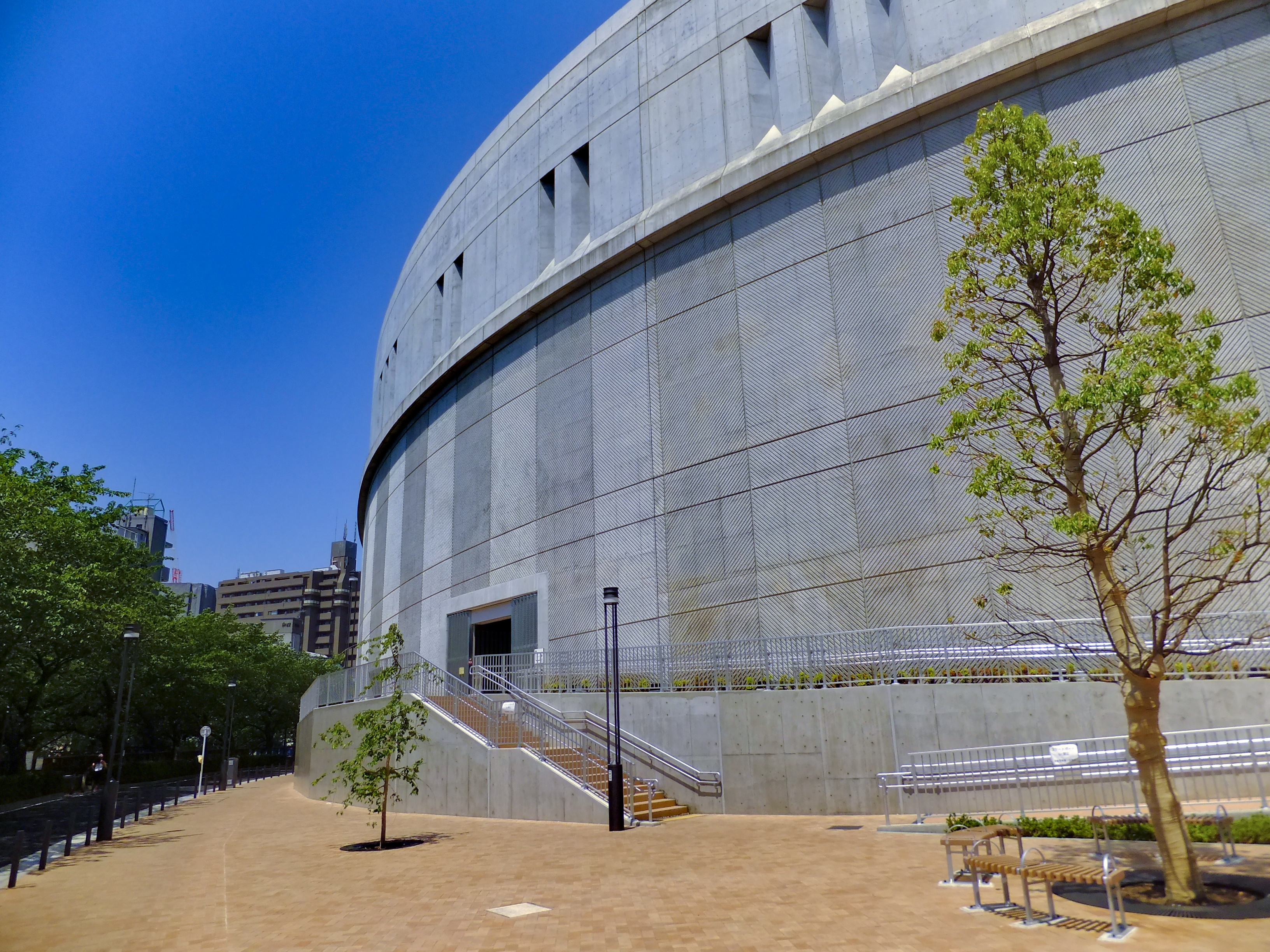
大橋ジャンクション外観

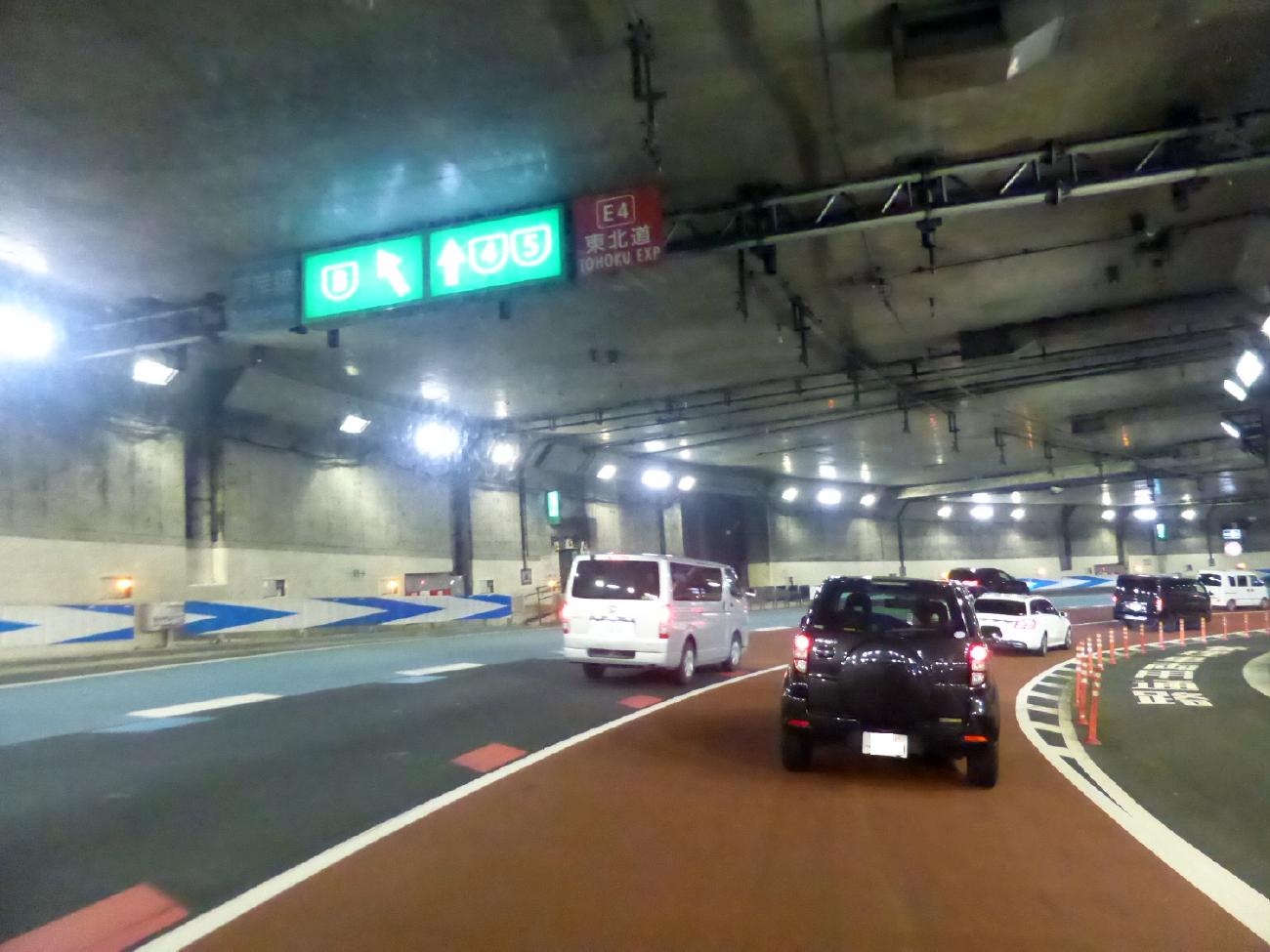
大橋ジャンクション内観

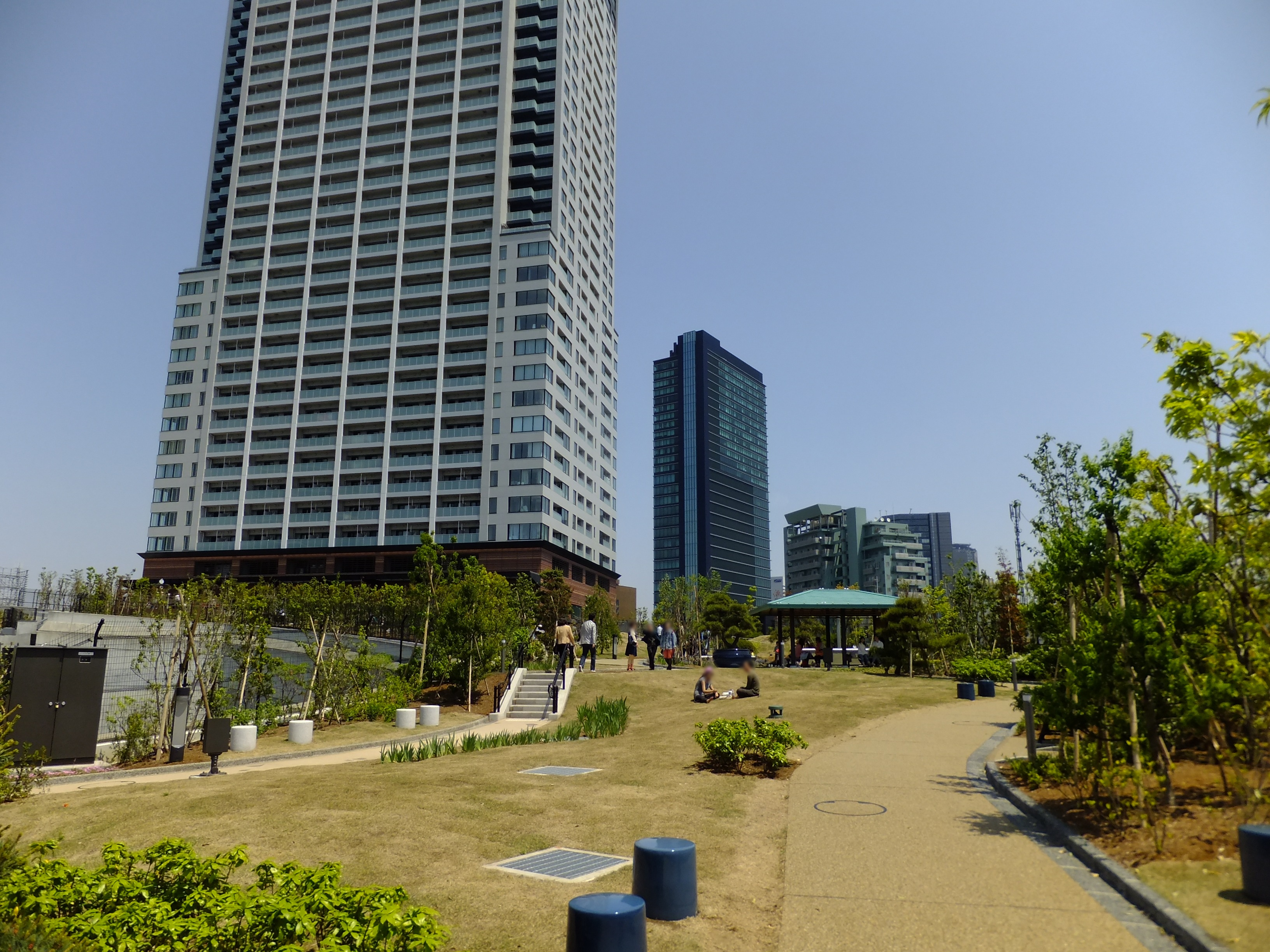
大橋ジャンクション上部にある目黒天空庭園

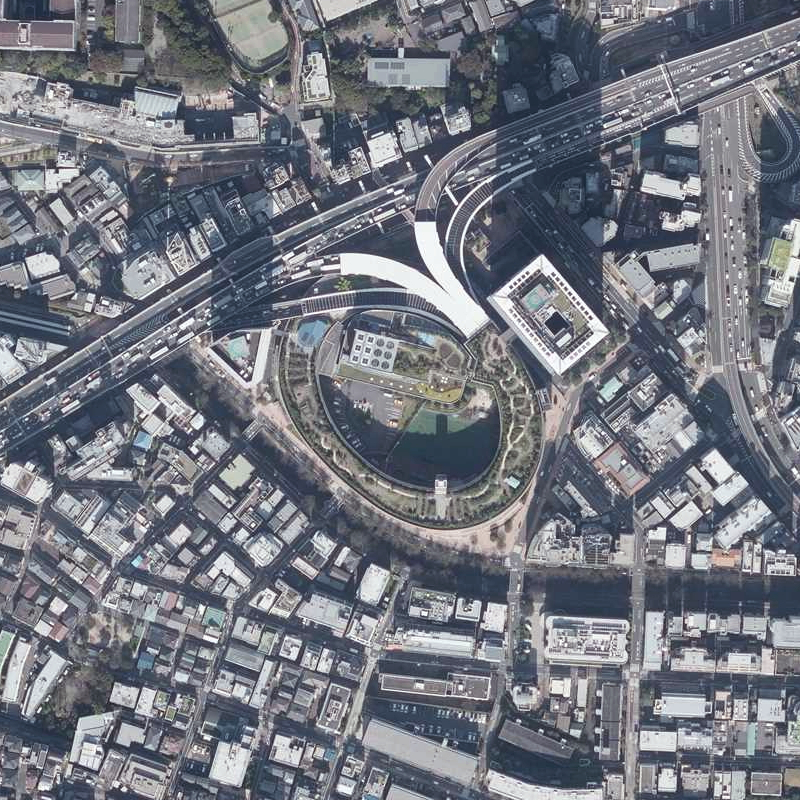
大橋ジャンクションの空中写真（2019年11月撮影）

大橋ジャンクション（おおはしジャンクション）は、東京都目黒区大橋にある首都高速道路3号渋谷線と中央環状（新宿 / 品川）線を結ぶジャンクションである。

## 概要
当地には1969年まで東急玉川線大橋車庫が設置されていた。東急玉川線の廃止後は東急バス大橋営業所となったが、2002年に廃止された。
2010年3月28日に、中央環状新宿線の全通（大橋JCT - 西新宿JCT間）により部分的に供用を開始した。残る品川線区間の大井JCT - 大橋JCT間は2015年3月7日に供用開始した。

## 構造
旧山手通りの地下を走っている中央環状線からの連絡線がループを描き3号渋谷線の上まで昇り、そこで都心方面・東名方面に分岐し3号渋谷線の本線に取り付く（なお、3号渋谷線側は建設当時からジャンクションへの分合流を考慮した構造で建設されている）。
ループの両端につながる3号渋谷線・中央環状線とは上下 / 内外全4方面に接続する。中央環状新宿線のジャンクション群の中で、土地の制約上一部方面の連絡がない熊野町・西新宿両ジャンクションと違い、全方面への接続を確保できたのは、連絡線を一個のらせんにまとめたループ部分による所が大きい。
ループ部分には広大な土地が必要であり、東急バス大橋営業所及びその周辺の商店や住宅用地を買収して確保した。その見返りとしてループに隣接した敷地に東京都が再開発事業主体となり、超高層ビル型のタワーマンション2棟と公共施設の開発を不動産デベロッパーと共同で実施している。建設敷地は約25,000 m2である。
再開発敷地（O-Path目黒大橋）には、まず27階建てのタワーマンション「プリズムタワー」が2009年1月に竣工し、42階建てのタワーマンション「クロスエアタワー」が2013年1月に竣工した。

### ループ部分の構造
- 地上約35 m、地下約36 m 高低差約71 m
- 一周約400 m
- 4層構造
- 制限速度は40 km/h

ループ部分は国立霞ヶ丘競技場ほどの広大なもので、騒音対策のため4層ループのトンネル構造となっている。排気ガス対策のため、ループの内側部分には換気所が設けられる。
ループ内は急勾配と急カーブが続くため、最高速度は40 km/hに制限されている。外の景色が見えないループで方向感覚が分かりにくくなることから、路面を塗装して分岐を色で示す工夫がなされている。
外観はコロッセオのイメージが一部に取り入れられている。ループの屋上部分は公園として緑化され、周囲のマンションと直結した目黒天空庭園として整備されている。

## 連絡している路線
- 首都高速3号渋谷線
- 首都高速中央環状線

## 沿革
- 2010年3月28日 : 中央環状線 大橋JCT - 西新宿JCT間 開通に伴い一部供用開始。
- 2015年3月7日 : 中央環状品川線（大井JCT - 大橋JCT間） 開通に伴い全面供用開始。

## 施工
2007年5月16日、首都高速道路株式会社はジャンクション建設の施工者をハザマに決定した。総合評価落札方式の入札で決定したもので、落札価格は約116億円であった。今回は一次審査で3者に絞り込み、二次審査で最終的に落札者を決定する2段階方式を採用した。
当初は6者から入札参加の申請があったが一次審査途中であった2007年2月28日に大林組、奥村組、鹿島建設、清水建設、前田建設工業の5社が名古屋市営地下鉄の談合で刑事告発された事を受け翌3月13日にこの5社を首都高速側が指名停止処分とした。そのため大林組・奥村組JV、鹿島・前田建設工業・熊谷組JV、清水建設・佐藤工業JVの3者が参加資格を失った。
建設中の様子
- 建設中のループ部分。断面が見て取れる。ここはかつての東急玉川線大橋車庫→東急バス大橋営業所の跡地でマンションとビルがループ構造物に近接する（2008年3月10日）。
- 建設中の屋上からループ内側を見下ろす。ここには換気口が建設された（2008年6月）。
- 建設中のループ部分の内側。（2008年6月撮影）。
- 建設中のループの屋上。この屋上部は隣接するマンションとブリッジで連結させた公園として整備された（2008年6月）。
- 大橋シールドトンネル。上部シールドトンネルにあたる。首都高速中央環状線の山手トンネルに繋がっている（2008年6月）。
- 縦坑から大橋シールドトンネルを見る（2008年6月）。
- ループ部内部。まだ換気設備や道路舗装、標識などが一切取り付けられていない状態である（2008年6月）。
- 2008年6月時点の大橋シールドトンネルにおけるシールドマシンの後部。

## 隣
首都高速3号渋谷線
(302,303)渋谷出入口 - 大橋JCT - (304)池尻出入口
首都高速中央環状線（危険物積載車は通行禁止）
(C20)五反田出入口 - 大橋JCT - (C22)富ヶ谷出入口

## 渋滞
品川線区間が開通するまでは当JCTが中央環状線内回りの暫定的な終点となっており、必ず渋谷線へ流入しなくてはならない構造であったため、ループ手前の富ヶ谷出入口付近で渋谷線の上下線方面別に1車線となる分岐部分と、ループを超えた渋谷線との合流部（両方向とも片側1-2車線で、その先の三軒茶屋出入口付近が上り坂で速度低下の原因になっていることもあって渋谷線自体が渋滞の起点となる事が多い）がボトルネックとなって、富ヶ谷出入口付近から1 - 2km程度の渋滞が慢性的に発生していた。また、この渋滞末尾に初台南出入口方面から走行してきた車両が追突する事故も発生している（→交通事故の節も参照）。
一方、渋谷線からの中央環状線外回り線流入は、中央環状線内での渋滞発生時（主に西新宿JCTでの渋滞や事故による車線規制時）を除きボトルネックは存在しない。
当JCT開通（山手トンネル全通）以前に、5号池袋線上りと中央環状線内回りから渋谷線および東名高速道路方面へ向かうには（その逆方向も同じ）、竹橋JCT - 谷町JCT間で都心環状線に入るしかなく、竹橋JCT（あるいはその先の箱崎JCT）から飯田橋出入口にかけての渋滞が多く発生していたが、当JCT開通によって渋谷線（特に下り）方面の流れが分散されるようになり、竹橋JCT周辺の渋滞が緩和されている。
なお、首都高速道路株式会社は当JCT開通効果で用賀出入口 - 三郷JCT・川口JCT間の距離が短縮され、（それまで経由していた都心環状線経由と比べて）渋滞が3割減少と試算した。

## 交通事故
カーブの連続する独特なループ構造であることから、開通直前の2010年3月10日には渋谷線上りから中央環状線へ流入する下り坂ループ内で乗用車がスリップした上で停止し、その弾みで後続車が次々と玉突き衝突を起こし負傷者が発生するという、多重事故を想定した大規模な防災訓練が行われた。
しかし開通後、主に渋谷線上りから中央環状線へ流入する際の下り坂ループ上で、トレーラーなどの貨物自動車がカーブを曲がりきれずに横転する事故が数件発生するという、想定訓練とは異なる形の事故が発生する事態となった。このため、首都高速道路会社では注意喚起を公式サイト上に掲載し、同様のチラシを近隣のパーキングエリア等で配布している。大橋ジャンクションの安全運転インフォメーション (PDF) 。
なお、内回りにおいても当JCTにかけての渋滞時に追突する事故が多く発生している。

## 外部認証
大橋ジャンクションの換気所屋上に設置されているビオトープ「おおはし里の杜」は、第三者認証としてJHEP認証を受けている。

## その他
- 2009年7月20日にテレビ朝日の深夜番組『タモリ倶楽部』による取材が行われ、8月7日と14日放送の2回にわたってその様子が放送された。この時には「付近に深さ60mもの縦穴が工事用に掘られている事」「池袋方面との合流部が作られていない事（セグメントの造りが違い、後の建設で壊しやすい工夫がされている）」などが公表された。また、この回に出演した江川達也がロケ地で描いた当JCTを示す標識のデザイン案がそのまま実際の標識に採用されている[12][13]。
- 2009年8月28日、当JCTの建設に用いるモルタルを注入中にモルタルが流出しアンダーパスする3号渋谷線へ落下、通行中の自動車数台にかかる事故があった。首都高速道路会社は、塗装に染みが残った場合などに補償する方針としている[14][15]。
- 当JCTでの案内標識は、都心環状線を「都環（Circle-1）」という略称で案内している。
- 2009年12月6日にまだ工事中であった同所にて、KinKi Kidsがアルバム『J album』の発売を記念したイベントを行なった[16]。